# Euthiconus latus
Euthiconus latus is een keversoort uit de familie van de kortschildkevers (Staphylinidae). De wetenschappelijke naam van de soort werd voor het eerst geldig gepubliceerd in 1893 door Brendel als Euthiodes lata.